# Václav Leopold Chlumčanský
Václav Léopold Chlumčansky z Přestavlk a Chlumčan (in tedesco: Wenzel Léopold Chlumčanský von Přestavlk und Chlumetz; Hoštice, 15 novembre 1749 – Praga, 14 giugno 1830) è stato un nobile e arcivescovo cattolico ceco.

## Biografia
Václav Léopold Chlumčanský era figlio di Anton Chlumčanský z Přestavlk. Aveva una sorella, Maria Anna (1753–1819). Dopo aver frequentato il liceo tedesco a Německý Brod e Praga, Chlumčanský studiò a Praga nel 1765 al seminario di San Venceslao, nel 1771 ottenne il dottorato in teologia. Dopo l'ordinazione, ha lavorato per diversi anni in vari luoghi come cappellano o parroco. Nel 1779 fu ammesso al capitolo della cattedrale di Praga come predicatore in tedesco. Nel 1784 acquistò la proprietà paterna di Hoštice da suo fratello Vojtěch. Successivamente divenne arcidiacono e il 1º giugno 1795 fu nominato vescovo titolare della Canea e vescovo ausiliare di Praga. Ricevette la consacrazione episcopale il 28 settembre 1795 dall'arcivescovo Wilhelm Florentin von Salm-Salm, che nel 1796 lo nominò suo vicario generale. Nel 1799 vendette la tenuta di Hoštice a Joachim Zadubský Schönthal.

### Il primo episcopato
Dopo la morte del vescovo di Litoměřice Ferdinand Kindermann von Schulstein, Chlumčanský fu nominato dall'imperatore Francesco a succedergli. La conferma papale avvenne il 29 marzo 1802. Nel suo episcopato dovette affrontare le guerre napoleoniche che lasciarono molta miseria e distruzione. Chlumčanský visitò la sua diocesi, provvedendo a misure economiche sui beni episcopali, i cui edifici erano stati trascurati e dovevano essere ripristinati. La residenza dei canonici doveva essere riparata. Il tutto fu  finanziato con prestiti del Fondo religioso, che dovevano essere rimborsati nel corso degli anni successivi. Con le proprie risorse, sostenne i poveri e i bisognosi. Il seminario fu aperto nel 1804, dal 1810 fu ospitato nell'ex collegio dei gesuiti. Per i suoi servizi a l'imperatore lo nominò nel suo consiglio privato e lo destinò all'arcidiocesi di Leopoli, che, tuttavia, Chlumčanský rifiutò a causa delle difficoltà linguistiche.

### Gli anni di Praga
Dopo la morte dell'arcivescovo di Praga Wilhelm Florentin von Salm-Salm, fu scelto come suo successore dall'imperatore il 30 dicembre 1814. La conferma papale seguì il 15 marzo 1815, e l'ingresso in diocesi il 15 maggio dello stesso anno. Come arcivescovo di Praga, anche la cura dei poveri e dei bisognosi divenne una sua grande preoccupazione. Fondò un istituto per il sostentamento dei candidati al sacerdozio e emanò nuovi regolamenti per il seminario. Si mostrò solidale e sostenne gli ideali del Risorgimento ceco. Chlumčanský fu coinvolto per diversi anni nelle vicende che circondarono il filosofo religioso Bernard Bolzano, contro il quale fu fatta un'accusa davanti ai tribunali imperiale ed ecclesiastico e alla fine dovette essere licenziato come insegnante universitario.

## Genealogia episcopale e successione apostolica
La genealogia episcopale è:
- Cardinale Scipione Rebiba
- Cardinale Giulio Antonio Santori
- Cardinale Girolamo Bernerio, O.P.
- Arcivescovo Galeazzo Sanvitale
- Cardinale Ludovico Ludovisi
- Cardinale Luigi Caetani
- Cardinale Ulderico Carpegna
- Cardinale Paluzzo Paluzzi Altieri degli Albertoni
- Papa Benedetto XIII
- Papa Benedetto XIV
- Papa Clemente XIII
- Arcivescovo Cesare Alberico Lucini
- Arcivescovo Maximilian Friedrich von Königsegg-Rothenfels
- Arcivescovo Wilhelm Florentin von Salm-Salm
- Arcivescovo Václav Leopold Chlumčanský

La successione apostolica è:
- Vescovo Georg Franz Lock (1801)
- Vescovo Josef František Hurdálek (1816)
- Vescovo Arnošt Konstantin Růžička (1816)
- Arcivescovo František Pištěk (1824)